# Siebzehner-Entwurf
Als Siebzehner-Entwurf bezeichnet man den Verfassungsentwurf des Siebzehnerausschusses vom 26. April 1848. Dieser Ausschuss war vom Bundestag des Deutschen Bundes eingesetzt worden. Damals, zu Beginn der Märzrevolution, sollte der Ausschuss einen Entwurf für eine Reichsverfassung erstellen, der aus dem Deutschen Bund ein Deutsches Reich gemacht hätte.
Der Entwurf spricht vom „Reichsgrundgesetz“ eines „deutschen Reiches“ mit einem „deutschen Kaiser“. Aus verschiedenen Gründen erhielt der Entwurf von allerlei Seiten Kritik, nicht zuletzt deswegen, weil er vom verhassten Bundestag zu stammen schien. Tatsächlich wurde er vor allem von Liberalen erarbeitet, die auch später in der Frankfurter Nationalversammlung an der Verfassung erarbeiten. Jedenfalls wurde der Entwurf keine offizielle Grundlage für die Verfassungsberatungen. Inhaltlich ähnelte der Entwurf jedoch schon sehr der Reichsverfassung vom 28. März 1849.

## Zustandekommen
Der Ausschuss der 17 Männer allgemeinen Vertrauens machte sich mit Eile an die Arbeit. Man wollte Verfassungstatsachen schaffen, bevor es zu langen Diskussionen in der Nationalversammlung und einer Gegenbewegung kommt. Unter dem Vorsitz von Max von Gagern tagte der Ausschuss in 25 Sitzungen vom 30. März bis 8. Mai. Dahlmann und Albrecht erarbeiteten einen Vorentwurf, dem sich Bassermann, Droysen, Max von Gagern, Gervinus und auch der Österreicher Schmerling anschlossen.

## Inhalt

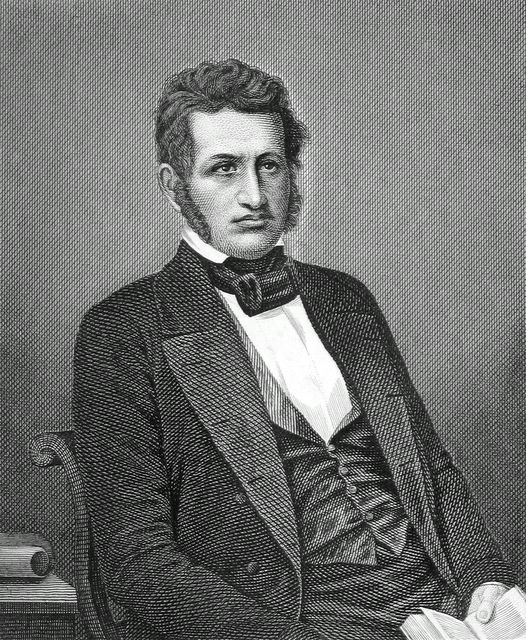
Friedrich Christoph Dahlmann aus dem Mecklenburgischen war ein führender Liberaler der Zeit und vertrat im Siebzehnerausschuss das Königreich Preußen. Am Verfassungsentwurf hatte er maßgeblichen Anteil.

In einem längeren Vorwort verweist der Text auf die historische Bedeutung der Verfassungsarbeit. Mit Bezug auf den Westfälischen Frieden von 1648 heißt es unter anderem:

„Dieses  Deutschland, welches die vielhundertjährigen Strafen seiner Entzweiung getragen hat, muß seine Volks- und Staatseinheit jetzt erreichen, unverzüglich, bevor noch das zweite Jahrhundert seit jenem Frieden abläuft, welcher seine Schwäche heilig spricht.“

In diesem Sinn betont das Vorwort die Bedeutung eines starken Reichsoberhauptes. Es spricht noch von einem Fürstenrat, der im Mai in Frankfurt zusammenträte und „einen deutschen Fürsten seiner Wahl als erbliches Reichsoberhaupt“ wählt.
Laut Einleitung und den ersten beiden Artikeln soll der Deutsche Bund durch ein Reich, einen Bundesstaat, ersetzt werden. Die Reichsgewalt ausschließlich befasst sich mit der völkerrechtlichen Vertretung Deutschlands nach außen, dem Militär, Zoll- und Postwesen sowie einigen anderen Angelegenheiten. Das Reich soll bei Bedarf die einzelnen Staaten mit Reichssteuern belegen können.
Die Reichsgewalt soll aus dem Reichsoberhaupt und dem Reichstag bestehen, ferner gibt es ein Reichsgericht (Art. III). Die Würde des deutschen Kaisers ist erblich. Weil der Kaiser unverletzlich und unverantwortlich ist, muss ein Reichsminister gegenzeichnen. (Dass der Kaiser die Minister ernennt und entlässt, wird nicht ausdrücklich angegeben, ist aber mitzuverstehen.)
Der Reichstag besteht aus einem Unterhaus, das von den selbstständigen Volljährigen gewählt wird. Es soll eine Wahlordnung des Reiches mit den genauen Bestimmungen geben, über die direkte oder indirekte Wahl könne aber der jeweilige Einzelstaat entscheiden. Ferner besteht der Reichstag aus einem Oberhaus, das teils aus den regierenden Fürsten bzw. Abgeordneten der freien Städte und teils aus gewählten Abgeordneten zusammengesetzt ist. Ein Haus kann die Reichsminister anklagen oder herbeizitieren (§§ 11–21).
Ein Gesetz bedarf der absoluten Mehrheit in beiden Häusern (§ 17). Obwohl der Kaiser in diesem Abschnitt über den Reichstag nicht erwähnt wird, spricht § 8 dennoch von seiner Zustimmung zu den Gesetzen. Außerdem steht ihm genauso wie dem Reichstag die Gesetzesinitiative zu. Art. IV zählt die Grundrechte des deutschen Volkes auf. Dazu werden die einzelnen Rechte in einer langen Liste jeweils kurz erwähnt (zum Beispiel „Oeffentlichkeit der Ständeversammlungen“, „allgemeine Bürgerwehr“, „Auswanderungsfreiheit“). Im letzten Artikel V. wird die Vereidigung des Reichsoberhauptes, der Reichsminister und des Reichsheeres auf die Verfassung vorgeschrieben. Geändert kann die Verfassung nur werden, wenn das Reichsoberhaupt und eine Dreiviertel-Mehrheit in beiden Reichstagshäusern zustimmt.

## Einschätzung und Folgen
Der Entwurf ist der erste in der Märzrevolution, der einen erblichen Kaiser vorsieht. Die Regierung und Finanzverfassung werden nur skizzenhaft umschrieben, aus dem Grundrechtskatalog sind die wenigen sozialen Grundrechte gestrichen, die vom Vorparlament befürwortet waren.
Der knapp und genau formulierte Entwurf war „eine vorzügliche staatsrechtlich-politische Leistung“, so der Verfassungshistoriker Ernst Rudolf Huber. Das bekannte Schema der konstitutionellen Monarchie wurde den deutschen Verhältnissen angepasst, indem das monarchische, das föderative, das parlamentarisch-repräsentative und das rechtsstaatliche Prinzip originell kombiniert wurde. Die Schwäche des Entwurfs lag darin, dass später eine konkrete Entscheidung nötig geworden wäre, wen das Parlament zum erblichen Kaiser wählen sollte.
Manfred Botzenhart kritisiert am Entwurf, dass im Oberhaus die regierenden Fürsten jederzeit überstimmt werden konnten. Ohne Vergewisserung, ob das Volk oder die übrigen Bundesstaaten das überhaupt wollten, schrieb der Entwurf einen erblichen Kaiser vor. Die Nationalversammlung hätte den Entwurf, der von den Regierungen im Bundestag schon angenommen worden war, sowie den von den Fürsten gewählten Kaiser nur noch bestätigen können. Botzenhart nennt diesen letzten Versuch, von oben eine Verfassung einzurichten, für von Anfang an gescheitert.

Institutionen im revolutionären Deutschland März bis Mai 1848: vom Bundestag zur Nationalversammlung.

Huber: „Als die Nationalversammlung im Frühjahr 1849 auf die Ideen des Siebzehnerentwurfs zurückgriff, war die Zeit versäumt, zu der diese Lösung der deutschen Frage hätte gelingen können.“ Der Entwurf erfuhr jedoch von vielen Seiten Ablehnung. Die süddeutschen Partikularisten fanden das Oberhaus zu schwach, die Linke vermisste ein klares Bekenntnis zum Parlamentarismus. Österreich hielt den Entwurf für eine Chimäre, Bayern wollte ein Direktorium, in dem es neben Österreich und Preußen gleichberechtigt wäre, Hannover wollte die Kompetenzen des Gesamtstaats einschränken, Preußen wollte ganz Österreich in Deutschland halten. Der Entwurf wurde nicht offizielle Grundlage der Verfassungsberatungen.
Der Zeitgenosse Karl Jürgens vom Fünfzigerausschuss sprach die zwiespältige Beziehung des Entwurfs zum Bundestag an. Einerseits galt der Entwurf als Produkt des Bundestags, der besonders bei der Linken verhasst war. Andererseits war der Entwurf von einem getrennten Ausschuss erstellt worden, so dass es fraglich war, ob es dem Bundestag überhaupt ernst mit dem Entwurf war. Die Gemäßigten hätten vorsichtshalber nicht darauf bestanden, dass der Entwurf mit einer offiziellen Veröffentlichung geehrt wurde.
Der Verfassungshistoriker Jörg-Detlef Kühne lobt hingegen die geschlossene Kürze und den Mut zu Entscheidungen in wesentlichen Fragen. Dies sei in der kurzen Zeitspanne vom 5. bis zum 26. April geleistet worden. Der Entwurf beeinflusste alle späteren deutschen Gesamtverfassungen und vor allem die Frankfurter Reichsverfassung, bis hin in die Gliederung. Das liegt auch an der personellen Kontinuität: Knapp die Hälfte der Ausschussmitglieder gehörte später auch dem Verfassungsausschuss der Nationalversammlung an.

## Quelle
- Ernst Rudolf Huber: Dokumente zur deutschen Verfassungsgeschichte. Band 1: Deutsche Verfassungsdokumente 1803-1850. 3. Auflage, W. Kohlhammer, Stuttgart u. a. 1978 (1961). Nr. 97 (Nr. 91). Der Siebzehner-Entwurf der Reichsverfassung. Entwurf des Deutschen Reichsgrundgesetzes, der Deutschen Bundesversammlung als Gutachten der siebzehn Männer des öffentlichen Vertrauens überreicht am 26. April 1848, S. 352–359

## Belege
1. ↑  Ernst Rudolf Huber: Deutsche Verfassungsgeschichte seit 1789. Band II: Der Kampf um Einheit und Freiheit 1830 bis 1850. 3. Auflage, Verlag W. Kohlhammer, Stuttgart [u. a.] 1988, S. 767/768.
2. ↑  Jörg-Detlef Kühne: Die Reichsverfassung der Paulskirche. Vorbild und Verwirklichung im späteren deutschen Rechtsleben. Habil. Bonn 1983, 2. Auflage, Luchterhand, Neuwied 1998 (1985), S. 43.
3. ↑  Ernst Rudolf Huber: Deutsche Verfassungsgeschichte seit 1789. Band II: Der Kampf um Einheit und Freiheit 1830 bis 1850. 3. Auflage, Verlag W. Kohlhammer, Stuttgart [u. a.] 1988, S. 769/770.
4. ↑  Manfred Botzenhart: Deutscher Parlamentarismus in der Revolutionszeit 1848-1850. Droste Verlag, Düsseldorf 1977, S. 131/132.
5. ↑  Ernst Rudolf Huber: Deutsche Verfassungsgeschichte seit 1789. Band II: Der Kampf um Einheit und Freiheit 1830 bis 1850. 3. Auflage, Verlag W. Kohlhammer, Stuttgart [u. a.] 1988, S. 771–773.
6. ↑  Frank Engehausen: Werkstatt der Demokratie. Die Frankfurter Nationalversammlung 1848/49. Campus Verlag: Frankfurt / New York 2023, S. 106/107.
7. ↑  Jörg-Detlef Kühne: Die Reichsverfassung der Paulskirche. Vorbild und Verwirklichung im späteren deutschen Rechtsleben. Habil. Bonn 1983, 2. Auflage, Luchterhand, Neuwied 1998 (1985), S. 43.